# 乌利比阿霍峰
乌利比阿霍峰（英語：Uli Biaho）位于巴基斯坦北部，川口塔峰附近，主峰海拔6417米；次峰为乌利比阿霍塔，海拔6109米。山峰四壁陡峭，攀登难度较大。